# Tim Sylvia
Timothy Deane Sylvia (Ellsworth, 5 marzo 1976) è un ex lottatore di arti marziali miste ed ex wrestler statunitense.
È stato per due volte campione dei pesi massimi UFC: la prima volta nel 2003 battendo Ricco Rodriguez a UFC 54, rinunciando poi spontaneamente alla cintura per aver fallito un test antidoping senza aver fatto alcuno sforzo per dichiararsi innocente; la seconda nel 2006 a UFC 59 contro Andrei Arlovski, difendendo con successo il titolo nel rematch contro lo stesso e successivamente contro Jeff Monson, prima di perderlo nel 2007 contro Randy Couture a UFC 68.
Ha lottato per il titolo anche nel 2004, venendo però sconfitto dal campione Frank Mir, e in due occasioni ha tentato l'assalto al titolo ad interim ma venne battuto nel 2005 da Arlovski e nel 2008 da Antônio Rodrigo Nogueira.
Si allenava come membro del Miletich Fighting Systems (MFS) ed era parte del loro gruppo MFSE (Miletich Fighting System Elite).
Nel 2010 ha fatto il suo debutto come wrestler nella federazione giapponese Inoki Genome Federation.

## Carriera nelle arti marziali miste

### Inizi
Fin da principio un gran appassionato dell'UFC, Tim Sylvia vanta un background in sport da combattimento quali karate, lotta libera, pugilato e grappling.
Nel 2000 si trasferisce a Bettendorf per allenarsi nel Team Miletich assieme ad atleti del calibro di Pat Miletich, Matt Hughes e Jens Pulver, e nel 2001 esordisce come professionista nella promozione IFC, vincendo il suo primo incontro per KO tecnico nel primo round.
In meno di due anni Sylvia combatte e vince 13 incontri che comprendono le vittorie dei tornei di pesi massimi Extreme Challenge 47 e Superbrawl 24; in particolare risaltano i successi sui futuri veterani dell'UFC Ben Rothwell, Mike Whitehead e Jason Lambert.

### Ultimate Fighting Championship
Nel 2002 con un record di 13-0 Sylvia viene notato e messo sotto contratto dall'UFC, la più importante promozione di MMA statunitense e che vantava un roster dei pesi massimi secondo solo a quello della Pride.
Esordisce nell'evento UFC 39: The Warriors Return contro il kickboxer Wesley Correira, vincendo per KO tecnico durante la seconda ripresa.
In seguito a tale vittoria venne scelto come sfidante per il titolo dei pesi massimi UFC, al tempo nelle mani del campione ed esperto di grappling Ricco Rodriguez: durante l'evento UFC 41: Onslaught del 2003 Sylvia coronò il proprio sogno di diventare campione UFC, sconfiggendo Rodriguez per KO tecnico in poco più di tre minuti.
Sylvia difese il proprio titolo contro Gan McGee (record: 12-1), stendendolo in meno di due minuti.
Successivamente al match Sylvia venne testato positivo allo Stanozolol, una sostanza proibita da regolamento, e di sua volontà lasciò il proprio titolo dei pesi massimi vacante; venne inoltre sospeso per sei mesi e multato.
Tornò in azione nel 2004 proprio quando l'UFC decise di rimettere in gioco la vacante cintura dei pesi massimi, e fu scelto come uno dei contendenti al titolo assieme all'esperto di sottomissioni Frank Mir: nei secondi iniziali del combattimento Sylvia cadde vittima dell'armbar del rivale, il quale spezzò il braccio al lottatore del Maine facendo leva fino all'interruzione comandata dall'arbitro: si trattò della prima sconfitta in carriera per Sylvia.
Sylvia tornò a combattere sei mesi dopo in un incontro per la promozione Superbrawl, ottenendo una veloce vittoria sull'ex UFC Wes Sims.
Nel frattempo il campione in carica Frank Mir subì un grave infortunio in un incidente stradale e non fu in grado di difendere il proprio titolo: così l'UFC decise di istituire una cintura ad interim a coronare il primo contendente per quando Mir sarebbe tornato nell'ottagono, e come sfidanti vennero scelti Sylvia e il lottatore di sambo e potente striker Andrei Arlovski: la sfida avvenne nel 2005, e per la seconda volta Sylvia venne sconfitto in meno di un minuto per sottomissione, questa volta a seguito di un knockdown; fu l'inizio di un lungo feud tra Sylvia ed il campione bielorusso, il quale venne in seguito promosso a campione indiscusso perché Mir non riuscì a riprendersi in tempi brevi.
Dopo quella sconfitta Sylvia vince un match nella promozione IFC ed inanella due vittorie consecutive in UFC contro il pioniere dello sport Tra Telligman e contro l'esperto di jiu jitsu brasiliano Assuerio Silva, ottenendo un'ulteriore possibilità di sfidare il campione, che allora era Andrei Arlovski.
Il rematch tra Sylvia ed Arlovski venne programmato per il 15 aprile 2006 con l'evento UFC 59: Reality Check: la sfida si consumò nella prima metà del primo round, durante il quale Arlovski riuscì a mettere in difficoltà Sylvia con il suo buon striking, ma lo statunitense rispose adeguatamente con un montante che stese il rivale e finì l'incontro in ground and pound: Sylvia tornò così campione, e fu il secondo lottatore nella storia dei pesi massimi dell'UFC dopo Randy Couture a vincere per due volte la cintura.
Subito dopo la vittoria fu lui stesso a chiedere un terzo match tra lui e Arlvoski.
L'incontro della trilogia tra Tim Sylvia ed Andrei Arlovski si svolse tre mesi dopo, e vide un Sylvia migliorato sfruttare ottimamente il suo allungo per tenere l'avversario a debita distanza ed ottenere una meritata vittoria ai punti.
La seconda difesa del titolo avvenne nel novembre 2006 contro il grappler Jeff Monson, un duplice campione dell'ADCC Submission Wrestling World Championship: Sylvia sfruttò ancora una volta la sua tecnica di jab dalla distanza e ottenne un'altra vittoria per decisione unanime dei giudici di gara.
Nel 2007 per la prima volta in carriera arrivò a dover difendere il titolo per la terza volta consecutiva, in questo caso opposto alla leggenda dell'UFC ed hall of famer Randy Couture, già due volte campione dei pesi massimi e due volte campione dei pesi mediomassimi: Sylvia non riesce ad impedire la storica terza vittoria del titolo di Couture, venendo sonoramente sconfitto ai punti con tutti i giudici che assegnarono uno score di 50-45 al nativo dello stato di Washington.
Nel match successivo sconfisse con qualche difficoltà l'imbattuta promessa delle MMA Brandon Vera, e al termine dell'incontro lanciò la sfida al francese Cheick Kongo per un match valido per un posto come sfidante al titolo.
A seguito di un infortunio capitato al campione in carica Randy Couture l'UFC decise di rimettere in gioco la cintura dei pesi massimi ad interim, e Sylvia venne ancora una volta scelto come uno dei contendenti, opposto al mostro sacro delle MMA Antônio Rodrigo Nogueira, al suo secondo incontro in UFC dopo che questa aveva acquistato e chiuso la Pride: "Minotauro" si impose durante il terzo round per sottomissione con una ghigliottina.
Nel 2008 Sylvia, con un record di 24-4, rescisse di sua volontà il contratto che lo legava all'UFC; affermò che le motivazioni che lo portarono a tale gesto furono il salario non adeguato e l'esclusività dei contratti stipulati dall'UFC, i quali impediscono ai lottatori di poter competere contemporaneamente in altre organizzazioni: in particolare Sylvia voleva confrontarsi con il fuoriclasse russo Fedor Emelianenko, considerato il peso massimo più forte della sua generazione, il quale non trovò mai un accordo per poter lottare in UFC.

### Dopo l'UFC
Nel 2008 Sylvia firmò un contratto con la Adrenaline MMA, sussidiaria statunitense della promozione russa M-1 Global della quale Fedor Emelianenko era socio.
Appoggiandosi alla nuova ed ambiziosa promozione Affliction Sylvia ebbe finalmente la possibilità di sfidare Fedor Emelianenko: il match fu umiliante per Sylvia che venne steso dai ganci del russo e successivamente sottomesso per strangolamento, il tutto in soli 36 secondi.
Nel 2009 Sylvia venne scelto per affrontare in un incontro di boxe l'ex campione WBO e medaglia d'oro alle olimpiadi del 1988 Ray Mercer; successivamente l'incontro venne cambiato in un match di MMA per pesi supermassimi: Mercer impiegò solamente nove secondi per stendere l'avversario e infliggergli la sua sesta sconfitta in carriera.
Successivamente Sylvia lottò molti incontri di pesi massimi e pesi supermassimi per promozioni minori statunitensi, ottenendo significative vittorie contro Jason Riley, l'ex contendente ai titoli UFC e Strikeforce Paul Buentello e lo strongman Mariusz Pudzianowski e venendo sconfitto nel 2011 per mano di Abe Wagner, ex partecipante ad una stagione del reality show The Ultimate Fighter.
Nel settembre 2010 esordì come wrestler professionista in un incontro in Giappone per la promozione Inoki Genome Federation affrontando un altro ex campione UFC in Josh Barnett: Sylvia perse per sottomissione.
Nel 2012 la neonata promozione singaporiana ONE FC riuscì a riportare a galla lo storico feud tra Sylvia e Andrei Arlovski e ad organizzare un quarto incontro tra i due a distanza di sei anni dall'ultimo; nel frattempo anche Arlovski finì lontano dai palcoscenici più importanti delle MMA mondiali e si presentava con un record di 17-9.
Nel secondo round Arlovski era prossimo a finire in ground and pound Sylvia, ma il lottatore europeo cercò di finire l'incontro con dei soccer kick, tecnica vietata da regolamento finché l'arbitro non autorizza la possibilità di sferrarli: di conseguenza il match terminò in "No Contest".
Fu anche la prima volta che Sylvia combatté un incontro di MMA lontano dagli Stati Uniti
Il 31 dicembre 2012 Sylvia venne chiamato in Giappone per l'evento Inoki Bom-Ba-Ye 2012, dove dovette affrontare la medaglia d'oro olimpica di judo Satoshi Ishii: Sylvia venne sconfitto ai punti per decisione unanime.
Sylvia torna a combattere nel maggio 2013 nelle Filippine con la promozione ONE FC, venendo battuto anche da Tony Johnson per KO tecnico in un incontro catchweight a 271 libbre.
In dicembre perde in Russia contro il lottatore di casa Ruslan Magomedov.
Nel marzo 2014 avrebbe dovuto affrontare Karol Bedorf, campione dei pesi massimi nell'ambiziosa promozione polacca KSW, ma Sylvia s'infortunò ad una settimana dall'incontro ed il match venne annullato.
Nel gennaio 2015 aveva in programma un incontro di pesi supermassimi nell'organizzazione locale Reality Fighting, ma in seguito ai risultati di una RMT i medici non diedero il via libera a Sylvia che si presentò sulla bilancia con un peso di 168 kg: l'atleta a quel punto prese la decisione di ritirarsi dall'attività agonistica.

## Risultati nelle arti marziali miste
| Risultato  | Record    | Avversario               | Metodo                              | Evento                            | Data              | Round | Tempo | Città                       | Note                                                         |
| ---------- | --------- | ------------------------ | ----------------------------------- | --------------------------------- | ----------------- | ----- | ----- | --------------------------- | ------------------------------------------------------------ |
| Sconfitta  | 31-10 (1) | Ruslan Magomedov         | Decisione (unanime)                 | Fight Nights: Battle of Moscow 13 | 26 ottobre 2013   | 3     | 5:00  | Mosca, Russia               |                                                              |
| Sconfitta  | 31-9 (1)  | Tony Johnson             | KO Tecnico (stop medico)            | ONE FC 9: Rise to Power           | 31 maggio 2013    | 3     | 3:25  | Pasay, Filippine            |                                                              |
| Sconfitta  | 31-8 (1)  | Satoshi Ishii            | Decisione (unanime)                 | Inoki Bom-Ba-Ye 2012              | 31 dicembre 2012  | 3     | 5:00  | Tokyo, Giappone             |                                                              |
| No Contest | 31-7 (1)  | Andrei Arlovski          | No Contest (calcio illegale)        | ONE FC 5: Pride of a Nation       | 31 agosto 2012    | 2     | 1:42  | Quezon, Filippine           | Debutto in ONE FC                                            |
| Vittoria   | 31-7      | Randy Smith              | KO Tecnico (pugni)                  | NEF: Fight Night 3                | 16 giugno 2012    | 1     | 0:12  | Lewiston, Stati Uniti       |                                                              |
| Vittoria   | 30–7      | Andreas Kraniotakes      | Decisione (unanime)                 | ProElite: Big Guns                | 5 novembre 2011   | 3     | 5:00  | Moline, Stati Uniti         |                                                              |
| Vittoria   | 29–7      | Patrick Barrentine       | KO Tecnico (pugni e gomitate)       | Fight Tour                        | 20 agosto 2011    | 1     | 2:09  | Rockford, Stati Uniti       |                                                              |
| Sconfitta  | 28–7      | Abe Wagner               | KO Tecnico (pugni)                  | Titan FC 16: Sylvia vs. Wagner    | 28 gennaio 2011   | 1     | 0:32  | Kansas City, Stati Uniti    |                                                              |
| Vittoria   | 28–6      | Vince Lucero             | KO Tecnico (sottomissione ai pugni) | CFX: Extreme Challenge on Target  | 11 dicembre 2010  | 1     | 2:44  | Minneapolis, Stati Uniti    |                                                              |
| Vittoria   | 27–6      | Paul Buentello           | KO (pugno)                          | PWP: War on the Mainland          | 14 agosto 2010    | 2     | 4:57  | Irvine, Stati Uniti         | Vince il titolo dei Pesi Massimi PWP                         |
| Vittoria   | 26–6      | Mariusz Pudzianowski     | KO Tecnico (sottomissione ai pugni) | Moosin: God of Martial Arts       | 21 maggio 2010    | 2     | 1:43  | Worcester, Stati Uniti      |                                                              |
| Vittoria   | 25–6      | Jason Riley              | KO Tecnico (pugni)                  | Adrenaline MMA IV                 | 18 settembre 2009 | 1     | 2:32  | Council Bluffs, Stati Uniti |                                                              |
| Sconfitta  | 24–6      | Ray Mercer               | KO (pugno)                          | Adrenaline MMA 3: Bragging Rights | 13 giugno 2009    | 1     | 0:09  | Birmingham, Stati Uniti     |                                                              |
| Sconfitta  | 24–5      | Fedor Emelianenko        | Sottomissione (rear naked choke)    | Affliction: Banned                | 19 luglio 2008    | 1     | 0:36  | Anaheim, Stati Uniti        | Per il titolo dei Pesi Massimi WAMMA                         |
| Sconfitta  | 24–4      | Antônio Rodrigo Nogueira | Sottomissione (ghigliottina)        | UFC 81: Breaking Point            | 2 febbraio 2008   | 3     | 1:28  | Las Vegas, Stati Uniti      | Per il titolo dei Pesi Massimi UFC ad Interim                |
| Vittoria   | 24–3      | Brandon Vera             | Decisione (unanime)                 | UFC 77: Hostile Territory         | 21 ottobre 2007   | 3     | 5:00  | Cincinnati, Stati Uniti     |                                                              |
| Sconfitta  | 23–3      | Randy Couture            | Decisione (unanime)                 | UFC 68: The Uprising              | 3 marzo 2007      | 5     | 5:00  | Columbus, Stati Uniti       | Perde il titolo dei Pesi Massimi UFC                         |
| Vittoria   | 23–2      | Jeff Monson              | Decisione (unanime)                 | UFC 65: Bad Intentions            | 18 novembre 2006  | 5     | 5:00  | Sacramento, Stati Uniti     | Difende il titolo dei Pesi Massimi UFC                       |
| Vittoria   | 22–2      | Andrei Arlovski          | Decisione (unanime)                 | UFC 61: Bitter Rivals             | 8 luglio 2006     | 5     | 5:00  | Las Vegas, Stati Uniti      | Difende il titolo dei Pesi Massimi UFC                       |
| Vittoria   | 21–2      | Andrei Arlovski          | KO Tecnico (pugni)                  | UFC 59: Reality Check             | 8 aprile 2006     | 1     | 2:43  | Anaheim, Stati Uniti        | Vince il titolo dei Pesi Massimi UFC                         |
| Vittoria   | 20–2      | Assuerio Silva           | Decisione (unanime)                 | UFC Ultimate Fight Night 3        | 16 gennaio 2006   | 3     | 5:00  | Las Vegas, Stati Uniti      | Eliminatoria per il titolo dei Pesi Massimi UFC              |
| Vittoria   | 19–2      | Tra Telligman            | KO (calcio alla testa)              | UFC 54: Boiling Point             | 20 agosto 2005    | 1     | 4:59  | Las Vegas, Stati Uniti      |                                                              |
| Vittoria   | 18–2      | Mike Block               | KO Tecnico (pugni)                  | IFC: Caged Combat                 | 21 maggio 2005    | 1     | 1:26  | Columbus, Stati Uniti       |                                                              |
| Sconfitta  | 17–2      | Andrei Arlovski          | Sottomissione (achilles lock)       | UFC 51: Super Saturday            | 5 febbraio 2005   | 1     | 0:47  | Las Vegas, Stati Uniti      | Per il titolo dei Pesi Massimi UFC ad Interim                |
| Vittoria   | 17–1      | Wes Sims                 | KO Tecnico (pugni)                  | Superbrawl 38                     | 12 dicembre 2004  | 1     | 1:32  | Honolulu, Stati Uniti       |                                                              |
| Sconfitta  | 16–1      | Frank Mir                | Sottomissione tecnica (armbar)      | UFC 48: Payback                   | 19 giugno 2004    | 1     | 0:50  | Las Vegas, Stati Uniti      | Per il titolo dei Pesi Massimi UFC                           |
| Vittoria   | 16–0      | Gan McGee                | KO Tecnico (pugni)                  | UFC 44: Undisputed                | 26 settembre 2003 | 1     | 1:54  | Las Vegas, Stati Uniti      | Difende il titolo dei Pesi Massimi UFC, poi lasciato vacante |
| Vittoria   | 15–0      | Ricco Rodriguez          | KO (pugni)                          | UFC 41: Onslaught                 | 28 febbraio 2003  | 1     | 3:09  | Atlantic City, Stati Uniti  | Vince il titolo dei Pesi Massimi UFC                         |
| Vittoria   | 14–0      | Wesley Correira          | KO Tecnico (stop dall'angolo)       | UFC 39: The Warriors Return       | 27 settembre 2002 | 2     | 1:43  | Uncasville, Stati Uniti     | Debutto in UFC                                               |
| Vittoria   | 13–0      | Jeff Gerlick             | KO Tecnico (pugni)                  | Extreme Challenge 48              | 27 luglio 2002    | 1     | 3:17  | Tama, Stati Uniti           |                                                              |
| Vittoria   | 12–0      | Mike Whitehead           | KO Tecnico (ginocchiata e pugni)    | Superbrawl 24: ROTH 2             | 27 aprile 2002    | 1     | 2:38  | Honolulu, Stati Uniti       | Vince il torneo Return of the Heavyweights                   |
| Vittoria   | 11–0      | Jason Lambert            | KO Tecnico (stop medico)            | Superbrawl 24: ROTH 2             | 27 aprile 2002    | 2     | 4:13  | Honolulu, Stati Uniti       | Torneo Return of the Heavyweights, Semifinale                |
| Vittoria   | 10–0      | Boyd Ballard             | KO (ginocchiata)                    | Superbrawl 24: ROTH 2             | 27 aprile 2002    | 1     | 3:21  | Honolulu, Stati Uniti       | Torneo Return of the Heavyweights, Quarti di finale          |
| Vittoria   | 9–0       | Mike Whitehead           | KO Tecnico (pugni)                  | Superbrawl 24: ROTH 1             | 26 aprile 2002    | 1     | 3:46  | Honolulu, Stati Uniti       | Torneo Return of the Heavyweights, Primo turno               |
| Vittoria   | 8–0       | Matt Fremmbling          | Decisione (unanime)                 | Extreme Challenge 47              | 16 marzo 2002     | 2     | 5:00  | Orem, Stati Uniti           | Vince il torneo dei Pesi Massimi EC 47                       |
| Vittoria   | 7–0       | Gino de la Cruz          | KO Tecnico (pugni)                  | Extreme Challenge 47              | 16 marzo 2002     | 1     | 0:43  | Orem, Stati Uniti           | Torneo dei Pesi Massimi EC 47, Semifinale                    |
| Vittoria   | 6–0       | Ernest Henderson         | KO Tecnico (caduta fuori dal ring)  | Extreme Challenge 47              | 16 marzo 2002     | 1     | 0:36  | Orem, Stati Uniti           | Torneo dei Pesi Massimi EC 47, Quarti di finale              |
| Vittoria   | 5–0       | Greg Wikan               | Sottomissione (strangolamento)      | Extreme Challenge Trials          | 17 novembre 2001  | 3     | 2:20  | Davenport, Stati Uniti      |                                                              |
| Vittoria   | 4–0       | Ben Rothwell             | Decisione (unanime)                 | Extreme Challenge 42              | 24 agosto 2001    | 3     | 5:00  | Davenport, Stati Uniti      |                                                              |
| Vittoria   | 3–0       | Greg Wikan               | KO Tecnico (stop medico)            | UW: Ultimate Fight Minnesota      | 2 giugno 2001     | 1     | 5:00  | Bloomington, Stati Uniti    |                                                              |
| Vittoria   | 2–0       | Gabe Beauperthuy         | Sottomissione (strangolamento)      | GC 3: Showdown at Soboba          | 7 aprile 2001     | 2     | 4:16  | Friant, Stati Uniti         |                                                              |
| Vittoria   | 1–0       | Randy Durant             | KO Tecnico (colpi)                  | IFC: Battleground 2001            | 19 gennaio 2001   | 1     | 2:05  | Atlantic City, Stati Uniti  |                                                              |